# Crvena Jabuka (Babušnica)
Pour les articles homonymes, voir Crvena Jabuka.
Crvena Jabuka (en serbe cyrillique : Црвена Јабука) est un village de Serbie situé dans la municipalité de Babušnica, district de Pirot. Au recensement de 2011, il comptait 60 habitants.

## Démographie
| 1948 | 1953 | 1961 | 1971 | 1981 | 1991 | 2002 | 2011 |
| ---- | ---- | ---- | ---- | ---- | ---- | ---- | ---- |
| 856  | 872  | 841  | 704  | 456  | 248  | 126  | 60   |

|  |